# Franco Pinna
Franco Pinna (Archipiélago de la Magdalena, Cerdeña, 29 de julio de 1925 – Roma, 2 de abril de 1978) fue un fotógrafo italiano de la segunda mitad del siglo XX y uno de los principales representantes del neorrealismo. Desarrolló su obra en blanco y negro.

## Biografía
Los comienzos artísticos de Franco Pinna partieron trabajando como operador de cámara en documentales cinematográficos, en el año 1952. Ese mismo año se asocia a la cooperativa Asociación de Fotógrafos de Roma, recién constituida, junto a autores de la talla de Plinio De Martiis, Caio Mario Garrubba, Nicola Sansone y Pablo Volta. No obstante, esta se disolvió solo dos años después, por problemas económicos.
En su aprendizaje personal y en su evolución humana fue muy importante su amistad con Franco Cagnetta, pionero de la fotografía científica en Italia. Este le presentó al antropólogo Ernesto De Martino, con el que trabajó como cámara cinematográfico en la década de los 50 durante varias de sus expediciones al sur de Italia, a Lucania y Salento, captando imágenes de gran valor artístico y cultural. 
En aquella época, junto a su labor profesional, Franco desarrolló una intensa militancia comunista e incluso llegó a estar encarcelado por ello. Tras la Revolución de Hungría de 1956 abandonó su militancia en el partido comunista. Anteriormente había participado en la liberación de Roma en la Segunda Guerra Mundial, con tan solo 20 años de edad.

## Obra fotográfica
En 1959 publicó su primer libro fotográfico (La Sila), y dos años después se imprimió Cerdeña, una civilización de piedra.
Sus fotografías comenzaron a aparecer en importantes revistas internacionales, como Life, Stern, Sunday Times, Vogue, Paris Match,  Época, L'espresso o Panorama y comenzó a trabajar para importantes revistas italianas como Vie Nuove, Il Mondo y Noi Donne. Estos trabajos le llevaron a diferentes ciudades de Europa, como Budapest y Viena, donde fue estableciendo relaciones personales y laborales con otros autores, además de adquiriendo nuevos conocimientos.
Entre otros de sus numerosos proyectos, Franco Pinna colaboró con los Documentos sociales de Cesare Zavattini.
Federico Fellini le invitó a documentar fotográficamente los rodajes de sus películas Giulietta de los espíritus (1965) y  Casanova (1976), con cuyos resultados publicaría El payaso de Fellini.
Su repentina muerte en 1978, con poco más de 50 años de edad, no le permitió concluir su proyecto Rutas Emilia, comenzó un par de años antes.

## Exposiciones
- 2002-2003. Lucania en la fotografía (1952-1959). Museo provincial de Potenza. (Potenza).[4]

## Libros (selección)
- 1959. La Sila
- 1961. Cerdeña, una civilización de piedra.

## Homenajes
- Homenaje a Franco Pinna.(Fotografias 1944-1977). Instituto de Estudios Científicos y Fotoperiodismo/Archivio Franco Pinna[5]